# Estación Salta
Salta es la estación de ferrocarril ubicada en la esquina de calles Balcarce y Ameghino de la ciudad de Salta,  República Argentina.
En 2019 fue declarada Monumento histórico nacional.

## Servicios
Ubicada al final del paseo Balcarce y a 980 m de la plaza central (Plaza 9 de Julio). Desde aquí se inicia y finaliza el servicio  interurbano que presta Trenes Argentinos Operaciones entre esta estación y Estación Güemes en la ciudad homónima. Este servicio se presta dos veces por día, cada día hábil entre las cabeceras.
Sus vías corresponden al Ramal C13 del Ferrocarril General Belgrano.
Hasta 2015 el servicio turístico del Tren a las Nubes salía desde estación. Actualmente el mismo tiene punto de partida y de llegada a la Estación San Antonio de los Cobres.
A partir del 9 de julio de 2021, se extendió el servicio regional Salta hasta Campo Quijano, siendo Salta una estación intermedia y de transferencia.